# Grandes oficiales de Estado

Escudo del Gobierno de Su Majestad.

En el Reino Unido, los grandes oficiales de Estado son tradicionales ministros de la Corona, que bien heredan sus cargos o son nombrados para ejercer ciertas funciones principalmente ceremoniales. Los grandes oficiales existen en Inglaterra y Escocia, y antiguamente en Irlanda. Muchos de los cargos se convirtieron principalmente en ceremoniales debido a que históricamente eran tan influyentes que sus atribuciones volvieron a la Corona.

## Inglaterra (y Gales)
Los grandes oficiales de Inglaterra (antes Reino de Inglaterra, conformado por Inglaterra y Gales) son los siguientes:
1. Lord gran senescal.
2. Lord canciller: custodio del Gran Sello Real.
3. Lord tesorero: cabeza del Ministerio de Hacienda.
4. Lord presidente del Consejo: presidente del Muy Honorable Consejo Privado de Su Majestad y miembro del Gabinete.
5. Lord del Sello Privado: responsable del sello personal («privado») del monarca.
6. Lord gran chambelán (o lord camarero mayor): cargo en el Palacio de Westminster y en la Cámara de los Lores.
7. Lord alto condestable: jefe del Tribunal de Caballería.
8. Conde mariscal: jefe del Colegio de Armas.
9. Lord gran almirante: comandante de la Marina Real.

Algunos cargos son designados, mientras que otros son hereditarios. El lord gran senescal era un cargo que fue ocupado por los condes de Leicester hasta 1399, cuando el soberano se convirtió en el titular, y desde 1421 el lord gran senescal ha sido nombrado generalmente, aunque solo temporalmente, para el día de coronación. La oficina del gran lord chambelán también es hereditaria, originalmente en manos de los condes de Oxford. Después, sin embargo, las funciones del cargo llegaron a ser dispersadas entre múltiples herederos, cada uno de ellos con una función del cargo. Uno de los titulares, elegido alternadamente, ejerce el cargo como diputado. El puesto de lord alto condestable fue originalmente heredado por los condes de Hereford, pero cuando uno de los titulares fue condenado y ejecutado en 1521, el cargo revirtió a la Corona, siendo solo restituido el día de la coronación. Otro cargo hereditario es el del conde mariscal, en posesión de los duques de Norfolk. Cuando alguno de los duques era procesado y condenado, otro individuo era nombrado en el cargo. Además, antes de 1824, el conde mariscal tenía que designar a un diputado protestante, si es que era católico.
Algunos cargos son puestos «en comisión», es decir, existen varios comisionados nombrados que ejercen en conjunto el cargo. El cargo de lord tesorero esta en comisión desde 1714: El primer lord del Tesoro es el primer ministro, el segundo lord es el Ministro de Hacienda (Chancellor of the Exchequer), y el resto de los lores comisionados son Government Whips. El cargo de lord gran almirante, estuvo por muchos años en comisión, pero se fusionó con la Corona en 1964 y ahora es un nombramiento honorífico que concede el monarca. El príncipe Felipe, duque de Edimburgo (consorte de Isabel II y padre del actual monarca) fue nombrado lord gran almirante en su cumpleaños por sus noventa años y, desde su fallecimiento el 9 de abril de 2021, el puesto quedó vacante y revirtió a la Corona. Los demás oficiales -el lord canciller, el lord presidente y el lord del Sello Privado- son nombrados por la Corona por consejo del primer ministro. Los puestos de lord presidente y lord del Sello Privado normalmente fusionados con el puesto de presidente de la Cámara de los Comunes y presidente de la Cámara de los Lores, respectivamente, fueron revertidos en el 2003, y desde el 2009, el lord presidente es ministro del Gabinete.
Los grandes oficiales tenían y tienen diferentes funciones. El lord gran senescal antiguamente era el titular de un significativo poder político, pero con el tiempo se convirtió en un cargo ceremonial, al igual que el lord gran chambelán y el conde mariscal. El lord tesorero, el lord alto condestable y el lord gran almirante antiguamente eran responsables de cuestiones monetarias, y militares y navales, respectivamente. El lord presidente es el responsable de presidir las reuniones del Consejo Privado. El cargo de lord del Sello Privado es una sinecura, a pesar de que técnicamente es guardián del Sello Privado. El cargo de lord canciller es el más importante de los grandes oficiales: es el titular del Ministerio de Justicia (antes Departamento del lord canciller y Departamento de Asuntos Constitucionales) y guardián del Gran Sello.
La House of Lord Act (1999) eliminó el derecho automático de los pares hereditarios a ocupar su escaño en la Cámara de los Lores, pero a la ley no están sujetos el lord gran chambelán y el conde mariscal, para que puedan seguir ejerciendo sus funciones ceremoniales en la Cámara de los Lores.
Los actuales grandes oficiales son:
1. Lord gran senescal: vacante.
2. Lord canciller: el Muy Honorable Dominic Raab.
3. Lord tesorero: en comisión.
4. Lord presidente del Consejo: la Muy Honorable Penny Mordaunt.
5. Lord del Sello Privado: el Muy Honorable Nicholas True.
6. Lord gran chambelán: David Cholmondeley, marqués de Cholmondeley.
7. Lord alto condestable: vacante.
8. Conde mariscal: Edward Fitzalan-Howard, duque de Norfolk.
9. Lord gran almirante: vacante.

El primer y segundo comisionados que ejercen, junto con otros lores, el cargo del lord tesorero son:
- Primer lord del Tesoro (primer ministro): el Muy Honorable Keir Starmer.[1]
- Segunda lady del Tesoro (ministra de Hacienda): la Muy Honorable Rachel Reeves.[1]

## Escocia
El término «oficial de Estado» se utiliza a veces para designar cualquier alto cargo de la Corona. Algunos cargos históricos se extinguieron o lo hicieron poco después del Acta de Unión de 1707. Hay también oficiales de la Corona y grandes oficiales de la Casa Real.

### Oficiales de Estado
Los oficiales de Estado son:
1. Guardián del Gran Sello de Escocia.
2. Guardián del Sello Privado de Escocia.
3. Lord secretario del Registro.
4. Lord defensor.
5. Lord secretario de Justicia.
6. Lord general de Justicia
7. Lord Lyon King of Arms.

### Oficiales de la Corona
Los Oficiales de la Corona son:
1. Lord chambelán de Escocia.
2. Lord alto condestable de Escocia
3. Conde mariscal
4. Lord gran almirante de Escocia
5. Mariscal caballero
6. Lord Lyon King of Arms

### Grandes oficiales de la Casa Real
Los grandes oficiales de la Casa Real son:
1. Lord alto condestable de Escocia.
2. Jefe de la Casa de Escocia.
3. Guardián de Holyroodhouse
4. Armour-Bearer (Escudero).
5. Portador de la Bandera Real
6. Portador de la Bandera Nacional de Escocia
7. Lord general de Justicia
8. Gran senescal de Escocia

La Casa Real de Escocia también incluye otros cargos hereditarios y no hereditarios, como el maestro escultor, guardián hereditario de los Palacios y Castillos, lord Lyon y sus heraldos y persevantes, gobernador del Castillo de Edimburgo, Real Compañía de Arqueros (escolta de la Reina), decano del Cardo, deán de la Capilla Real, capellanes, médicos, cirujanos, cirujanos, boticarios, historiógrafo real, botánico, pintor y miniaturista, escultor y el astrónomo real de Escocia.